# Бодбисхеви
Бодбисхеви (груз. ბოდბისხევი) — село в Грузии, в муниципалитете Сигнахи края Кахетия. 

## География
Село расположено в южной части края, в 8 километрах по прямой к юго-востоку от центра муниципалитета Сигнахи. Высота центра — 550 метров над уровнем моря.

## Население
По данным переписи населения 2014 года, в селе проживало 2665 человек.
| Год  | Население | Мужчины | Женщины |
| ---- | --------- | ------- | ------- |
| 2002 | 3841      | 1825    | 2016    |
| 2014 | 2665      | 1276    | 1389    |

## Достопримечательности
В селе есть несколько церквей. В селе находится дом-музей Иродиона Евдошвили.
Родина грузинского учёного Авлипия Зурабашвили.